# Marjanske (Krywyj Rih)
Marjanske (ukrainisch Мар'янське; russisch Марьянское Marjanskoje) ist ein Dorf in der ukrainischen Oblast Dnipropetrowsk im Rajon Krywyj Rih mit 3900 Einwohnern.

## Geographie
Das 1782 erstmals schriftlich erwähnte Dorf liegt am zum Kachowkaer Stausee angestauten Dnepr am Beginn des Dnepr-Krywyj-Rih-Kanals.
Am Ort vorbei verläuft die Fernstraße N 23, die in Richtung Nordwesten nach 27 km zum ehemaligen Rajonzentrum Apostolowe und im weiteren Verlauf nach Krywyj Rih sowie in Richtung Osten nach 43 km nach Nikopol führt. Im Osten grenzt Marjanske an das Dorf Hruschiwka und im Süden an die, zur Oblast Cherson zählende Siedlung städtischen Typs Nowoworonzowka.
Am 30. Juli 2015 wurde das Dorf ein Teil der neugegründeten Stadtgemeinde Selenodolsk, bis dahin bildete es die gleichnamige Landratsgemeinde Marjanske (Мар'янська сільська рада/Marjanska silska rada) im Süden des Rajons Apostolowe.
Am 17. Juli 2020 kam es im Zuge einer großen Rajonsreform zum Anschluss des Rajonsgebietes an den Rajon Krywyj Rih.

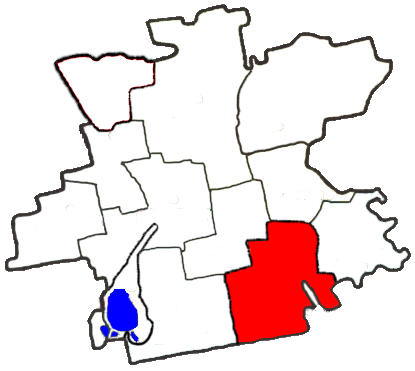
Gemeindefläche der Landratsgemeinde Marjanske innerhalb des Rajon Apostolowe